# Caradrina fuscomarginata
Caradrina fuscomarginata là một loài bướm đêm trong họ Noctuidae.